# Pompiliodes obliqua
Pompiliodes obliqua är en fjärilsart som beskrevs av George Francis Hampson 1914. Pompiliodes obliqua ingår i släktet Pompiliodes och familjen björnspinnare. Inga underarter finns listade i Catalogue of Life.